# 이주영 (가수)
이주영은 대한민국의 가수이다.

## 경력
- 2006년 그룹 '장수하늘소' 멤버

## 수상
- 2005년 제3회 대한민국 트로트 가요제 대상 수상
- 2005년 제4회 고운봉가요제 장려상
- 2005년 오이도 축제 금상 수상

## 데뷔
- 2006년 정규 앨범 "딴 여자"

## 음반
- 2008년 바보같은 남자
- 2007년 찾을래
- 2006년 딴여자